# El tercer brazo
El tercer brazo  (título original en inglés: The Gripping Hand en los Estados Unidos y The Moat around Murcheson's Eye en el Reino Unido) es una novela de ciencia ficción escrita por Larry Niven y Jerry Pournelle y publicada  en 1993. Es una secuela de su novela La paja en el ojo de Dios, escrita en 1974 y nominada a varios premios. El tercer brazo es, cronológicamente, la última novela ambientada en el conocido universo CoDominium escrita por los dos autores originales. En 2011, la hija de Pournelle publicó una novela llamada Outies ambientada en el universo creado por su padre. 
El tercer brazo está ambientada en el año 3042 (35 años después de los eventos ocurridos en La paja en el ojo de Dios) y se centra principalmente en dos personajes no excesivamente importantes en el primer libro, Capitán Sir Kevin Renner y Su Excelencia Horace Bury.También trata de resolver muchos de los conflictos y tensiones tratadas en la primera novela, por lo que es difícil entender parte de esta novela sin haber leído previamente La paja en el ojo de Dios